# Ludwig Hillesheim
Ludwig Hillesheim (* 26. August 1514 in Andernach; † 17. Oktober 1575 in Köln) war ein Humanist und Bürgermeister der Stadt Andernach.

## Leben
Ludwig Hillesheim wurde am 26. August 1514 als Sohn des Patriziers, Leinewebers und Winzers Anton Hillesheim und seiner Frau Sibylla Zieglein geboren. Baumeisterrechnungen weisen eine „Geburt im Hause von Peter Hillesheims Sohn (Thönis = Anton)“ für den Samstag nach dem St.-Bartholomäus-Tag (24. August) des Jahres 1514 aus. Aus der gleiche Quelle geht hervor, dass Hillesheim vier Geschwister hatte. Das alte Patriziergeschlecht (auch: Hillessem, Hillisheim, Hildesheim, Hillesheimer) geht bis auf einen Ritter Tilkin von Hillesheim (* um 1285) zurück und stellte viele Personen in öffentlichen Ämtern der Stadt Andernach während des 15. und 16. Jahrhunderts. Aufgrund seiner verfassten Werke hat Hillesheim eine solide katholisch-theologische und juristische Ausbildung erfahren. Jakob Omphal, ein Freund der Familie, erwähnt in einem überlieferten Brief von 1537 an ihn selbst dessen gründliche und wissenschaftliche Ausbildung. Anfang der 1540er Jahre heiratete er, seine Frau Gertraud Schorn– gebar ihm vier Söhne, Anton, Ludwig, Johannes und Peter, und drei Töchter, Katharina, Margaretha und Anna. Seit 1543 war Hillesheim in öffentlichen Ämtern, am 8. Januar 1549 wurde er nach erhaltenen Quellen in das Amt eines Schöffen der Stadt Andernach eingeführt. Hillesheim diente 33 Jahre lang in öffentlicher Tätigkeit seiner Heimatstadt, als Stadtbaumeister, Schöffe, Rat, Bürgermeister (1550–1573) sowie Schlüsselbewahrer, Schützenmeister und 1572 auch als Kranmeister am Hauskran der Stadt, der seit 1561 unter ihm als Bürgermeister in Betrieb gegangen war. Aus den erhaltenen Ratsprotokollen geht hervor, dass Ludwig Hillesheim bei den Ratszusammenkünften stets anwesend war, mit der Ausnahme von Dienstreisen. Er galt als fleißiger, kompetenter und pflichtbewusster Mann im Dienst der Stadt. Ludwig Hillesheim blieb trotz der reformatorischen Kräfte seiner Zeit überzeugter Katholik, was er in einigen seiner Schriften (De vita sancte instituenda) zum Ausdruck brachte.
Ludwig Hillesheim betrieb neben seinen Ämtern Landwirtschaft, der sich schon sein Vater nach 1530 ausschließlich widmete; aus seinen Tätigkeiten als Schöffe, Rat und Bürgermeister erhielt er Emolumente. Nach überlieferten Quellen ist er nach kurzer Krankheit in Köln, wo er als Ratsgesandter der Stadt Andernach weilte, überraschend gestorben und dort beerdigt worden.

## Publikationen
- De vita sancte instituenda – Über das zu pflegende heilige Leben
- Sacrarum antiquitatium monumenta – Denkmäler der heiligen alten Zeiten
- Meditationes rerum divinarum in psalmos quindecim – Vertiefen über göttliche Dinge in 15 Psalme
- Oratio gratulatoria cum enarratione psalmi LXIIII – Glückwünschende Ansprache mit Auslegung des 64. Psalms
- Meditationes in duos psalmos Davidis LXV et CXXXVIII – Vertiefen in zwei Psalme Davids, 65 und 138
- De consolatione iustorum libri tres – Über die Tröstung der Gerechten drei Bücher
- Elegia de morte hominis iusti consolatoria – Trostspendendes Klagelied über den Tod eines gerechten Menschen
- Sententiae Sixti – Sinnessprüche des Sixtus (Neuaufl. der Gnomen (Γνῶμαι – Erkenntnisse)) eines Neupythagoreers namens Sixtus (Ξύστος, Ξέστος)[1]; siehe: Quintus Sextius.

Die genannten Werke sind alle in Druck gegangen, z. T. erst nach seinem Tode (bei Christoph Plantin) in Antwerpen und befinden sich teilweise als gut erhaltene Exemplare in der Staatsbibliothek München, Leiden u. a. Der Frankfurter Dekan und Historiker Johannes Latomus (1523–1578) sowie der damalige Andernacher Lateinschulrektor Hieronymus Berchemius waren von seinen Werken so angetan, dass sie in einer Dankesode Hillesheim rieten, im Sinne der Kunst sein politisches Amt aufzugeben.